# Cucurbalsaminol A
Cucurbalsaminol A o cucurbita-5,23(E)-diene-3β,12β,25-triol,  es un compuesto químico con la fórmula C30H50O4,  que se encuentra en Momordica balsamina. Es un cucurbitane tipo triterpenoides, relacionado con cucurbitacina, aislado por C. Ramalhete y otros en 2009.

Cucurbalsaminol A es un polvo amorfo soluble en metanol y acetato de etilo pero insoluble en n-hexano. Es citotóxica en alrededor de 50 μM.